# Kerk van Oldersum
De hervormde kerk van Oldersum, een Ortsteil van de Oost-Friese gemeente Moormerland (Nedersaksen), werd in de jaren 1922-1923 gebouwd als opvolger van een gotisch kerkgebouw uit de 15e eeuw, die in 1916 door brand werd verwoest.

## Geschiedenis
Het is onbekend wanneer de eerste kerk van Oldersum werd gebouwd. Rond 1400 bouwden de inwoners op het hoogste punt van de warft een eenschepige kerk in gotische stijl. Vermoedelijk was de voorganger een houten kerk. In de kerk bevond zich een grafgewelf voor de hoofdelingen van Oldersum. Tot de reformatie behoorde de parochie tot proosdij Emden in het bisdom Münster.
In juni 1526 vond in deze kerk op initiatief van Ulrich van Dornum het Oldersumer godsdienstdispuut plaats, een publiek debat tussen de Emder predikant Georg Aportanus en de katholieke prior van het Groninger Jacobijnerklooster, Laurens Laurensen. Het dispuut leverde een bijdrage aan een snelle invoering van het protestantisme in Oost-Friesland. Sindsdien hangt de bevolking van Oldersum overwegend de calvinistische leer aan. In de kerk werkten bovendien de bekende reformator Andreas Bodenstein, die wegens zijn komaf vaak kortweg Karlstadt werd genoemd, Menno Simons en andere mennonieten. In het jaar 1580 had de kerktoren vermoedelijk een uivormige bekroning, die na 1633 werd vervangen door een achthoekige spits.
Wegens een technisch defect brandde de kerk in 1916 tot op de buitenmuren af. Ook de inventaris van de kerk werd volledig vernietigd. De kerkdiensten werden na de brand verplaatst naar een hotelzaal.
De huidige kerk werd in de jaren 1922-1923 naar het ontwerp van de architect Sasse uit Hannover gebouwd. In de jaren 1926-1926 volgde nog een inbouw van een galerij. Aanvankelijk bezat de kerk een houten klokkentoren. De huidige kerktoren werd pas in 1956 gebouwd.

## Inventaris
In de kerk hangt een kroonluchter, die in 1927 door de gemeente geschonken werd. Ook het liturgisch vaatwerk is relatief jong. Het bestaat uit een op het jaar 1829 gedateerde beker van de uit Emden afkomstige meester Jacobus Meinardi Swartte, een beker uit 1862, afkomstig uit het atelier van de meester Schaaf uit Emden, alsmede twee broodschalen uit hetzelfde jaar, een in 1860 aangekochte kan en vier tinnen collecteschalen waarvan de datering onbekend is. 

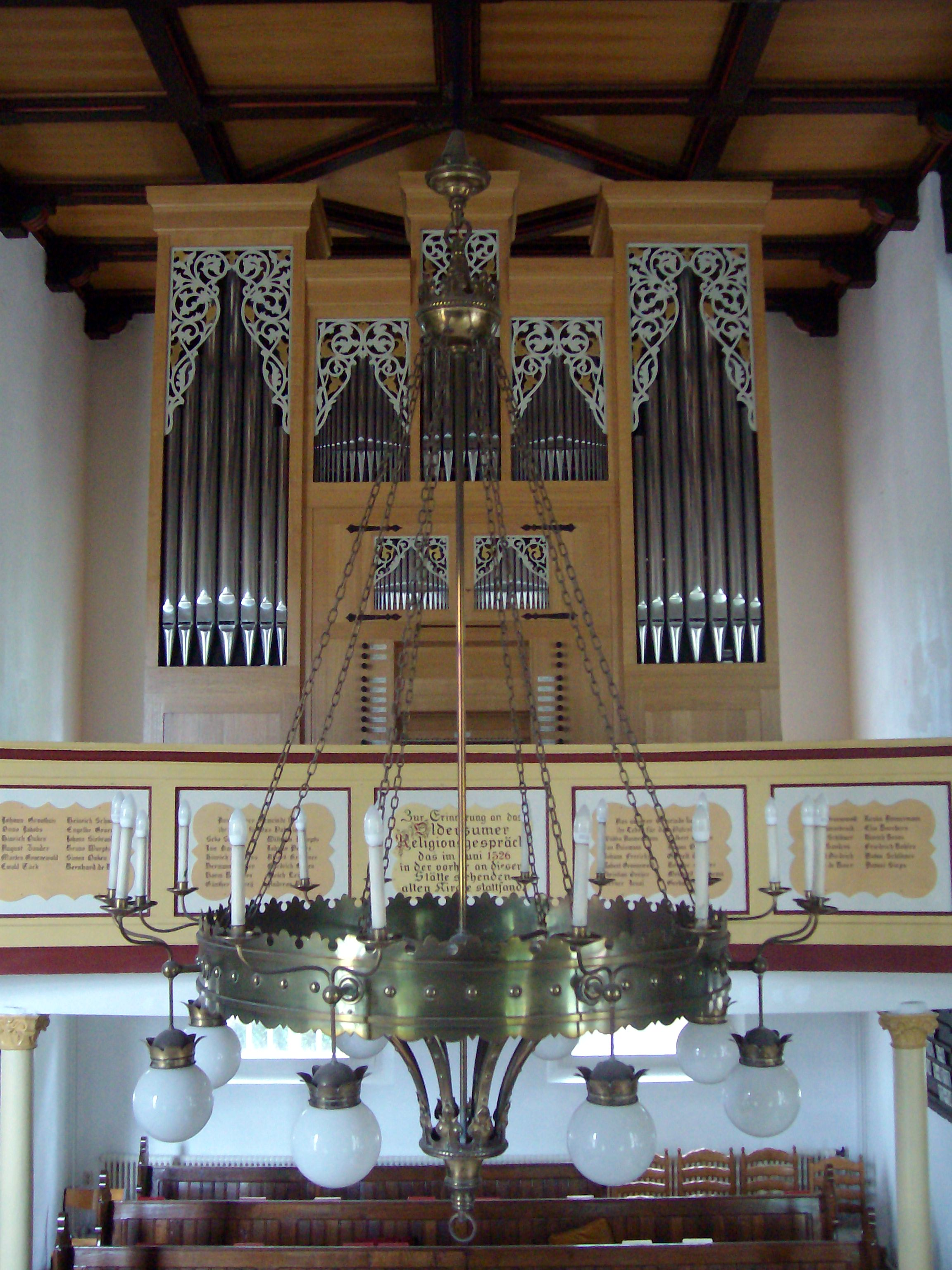
Orgel

## Orgel
Tijdens de brand ging ook het orgel uit 1796 geheel verloren. In de nieuwe kerk werd in 1935 een orgel met 19 registers door Friedrich Klassmeier uit Lemgo gebouwd, Al 10 jaar na de bouw voldeed dit orgel niet meer, maar het duurde tot 1965 toen er bij de firma Karl Schuke in Berlijn een nieuw orgel werd gekocht. Dit orgel was oorspronkelijk voor de veel grotere kerk in Eilsum bestemd en was met zeven registers in het klavier en twee registers in het pedaal qua dispositie en klank amper een verbetering te noemen, zodat er opnieuw aan een nieuw orgel werd gedacht.
In 2004 werd er ten slotte aan Jürgen Ahrend uit Loga bij Leer de opdracht gegeven om het orgel te vervangen. Deze schiep een instrument in de stijl van de Noord-Duitse barok. Het orgel werd in verschillende fasen gebouwd en is sinds de toevoeging van nog enkele registers in 2011 resp. 2012 nu compleet. Het sleepladeninstrument beschikt over 18 registers verdeeld over twee manualen en pedaal. De speel- en registertracturen zijn mechanisch.
| I Hoofdwerk CD–e3 |                     |    |
| 1.                | Principaal          | 8′ |
| 2.                | Holfluit            | 8′ |
| 3.                | Viola di gamba      | 8′ |
| 4.                | Octaaf              | 4′ |
| 5.                | Roerfluit           | 4′ |
| 6.                | Octaaf              | 2′ |
| 7.                | Woudfluit           | 2′ |
| 8.                | Sesquialtera B/D II |    |
| 9.                | Mixtuur IV          |    |
| 10.               | Dulciaan B/D        | 8′ |

| II Borstwerk CD–e3 |               |      |
| 11.                | Houtgedekt    | 8′   |
| 12.                | Houtfluit     | 4′   |
| 13.                | Nasat         | 2/3′ |
| 14.                | Octaaf        | 2′   |
| 15.                | Kromhoorn B/D | 8′   |
|                    | Tremulant     |      |

| Pedaal CD–d1 |               |     |
| 16.          | Subbass       | 16′ |
| 17.          | Trompetenbass | 8′  |
| 18.          | Octavbass     | 4′  |